# G.R.P.
Georges et René Paul war ein französischer Hersteller von Automobilen.

## Unternehmensgeschichte
Die Brüder Georges und René Paul gründete 1924 das Unternehmen in Paris und begannen mit der Produktion von Automobilen. Der Markenname lautete GRP. 1928 endete die Produktion.

## Fahrzeuge
Das Unternehmen stellte hauptsächlich Taxis und Lieferwagen her. Daneben entstanden Tourenwagen und Sportwagen. Für den Antrieb der Fahrzeuge sorgte ein Vierzylindermotoren mit OHV-Ventilsteuerung. Der Hubraum betrug zunächst 1690 cm³, später 1890 cm³.